# Rikke Skaarup
Rikke Green Skaarup (født 27. december 1986) er en tidligere dansk håndboldspiller. Hun var topscorer i 1. division for Gladsaxe HG, hvor hun spillede alle sine ungdomsår. Hun sluttede karrieren på Horsens HKs ligahold, da hun fik en korsbåndsskade og valgte skole og uddannelse frem for håndbolden.
Rikke Skaarup er datter af den tidligere landsholdsspiller og nuværende håndboldkommentator hos DR Sporten, Per Skaarup.